# Jay Paulson
Joseph Andrew "Jay" Hughes Paulson (Manhattan (New York), 29 mei 1978) is een Amerikaans acteur.

## Levensloop
Paulson werd geboren in het New Yorkse stadsdeel Manhattan, waar hij tot 1984 woonde toen zijn vader het gezin naar Los Angeles verhuisde. Paulson studeerde af aan de Universiteit van Californië - Los Angeles (UCLA) met een Bachelor of Arts in Geschiedenis en is een levenslang lid van de Actors Studio. Zijn eerste grote televisierol was als Sean in de sitcom Cybill. Hij speelde op het witte doek in onder andere de films Can't Hardly Wait,  Go en Imaginary Heroes. Hij verscheen als gast op de Studio 60 on the Sunset Strip marathon inzamelingsactie  aflevering van The George Lucas Talk Show.
Paulson is getrouwd met Courtney Paulson Kohl. Ze hebben twee zonen en wonen in Venice Beach.

## Filmografie

### Film
Uitgezonderd korte films.
| Jaar | Titel                     | Rol              | Opmerkingen |
| ---- | ------------------------- | ---------------- | ----------- |
| 1997 | Academy Boyz              | Kirk McCormick   |             |
| 1998 | Can't Hardly Wait         | X-Phile #2       |             |
| 1998 | Permanent Midnight        | Phoenix Punk     |             |
| 1999 | Go                        | Loop             |             |
| 1999 | Stranger in My House      | Alan             |             |
| 2002 | Waiting River             | Waki             |             |
| 2003 | Rolling Kansas            | Dave Murphy      |             |
| 2004 | Burning Annie             | Sam              |             |
| 2004 | Imaginary Heroes          | Vern             |             |
| 2005 | Partner(s)                | John             |             |
| 2007 | Cul de sac                | Stuart           |             |
| 2009 | The Marc Pease Experience | Gerry            |             |
| 2011 | Red & Blue Marbles        | Ron              |             |
| 2012 | Black Rock                | Derek            |             |
| 2014 | Lucky Bastard             | Dave G.          |             |
| 2018 | Rust Creek                | Lowell Ptitchert |             |
| 2019 | The Laundromat            | Pastoor Conners  |             |

### Televisie
Uitgezonderd eenmalige gastrollen.
| Jaar      | Titel                         | Rol                         | Opmerkingen     |
| --------- | ----------------------------- | --------------------------- | --------------- |
| 1995-1996 | Cybill                        | Sean                        | 12 afleveringen |
| 1999      | The Apartment Complex         | Bones                       | Televisiefilm   |
| 2000      | Battery Park                  | Carl Zernial                | 6 afleveringen  |
| 2005      | Blue Skies                    | Matthew                     | Televisiefilm   |
| 2006      | Studio 60 on the Sunset Strip | Roger Boone                 | 2 afleveringen  |
| 2007-2008 | October Road                  | Phil 'Physical Phil' Farmer | 19 afleveringen |
| 2007-2012 | Mad Men                       | Adam Whitman                | 3 afleveringen  |
| 2010      | Happy Town                    | Eli 'Root Beer' Rogers      | 8 afleveringen  |
| 2011      | Identity                      | Jose Rodriguez              | Televisiefilm   |
| 2015      | The Whispers                  | Thomas Harcourt             | 2 afleveringen  |
| 2016      | Lopez                         | Josh Banks                  | 2 afleveringen  |
| 2018      | Beyond                        | Edgar                       | 6 afleveringen  |
| 2019      | I Am the Night                | Ohls                        | 4 afleveringen  |
| 2019      | Catch-22                      | Chaplain Tappman            | 4 afleveringen  |